# 傳舍增二
HD 24480，又名BD+60 768，SAO 12968、HR 1205，是一颗鹿豹座的恒星，视星等为5，位于銀經143.53，銀緯5.9，其B1900.0坐标为赤經3h 48m 36.3s，赤緯+60° 5.9′ 58″。